# The Doctor
The Doctor es el quinto episodio de la segunda temporada de la serie de televisión estadounidense de fantasía y drama Once Upon a Time. El episodio se transmitió originalmente en los Estados Unidos el 28 de octubre de 2012, mientras que en América Latina el episodio debutó el 22 de noviembre de 2012.
En este episodio Regina se percata de que su antiguo interés amoroso, de alguna manera ha regresado de los muertos, lo que la deja pensando si ha perdido o no la razón. Mientras en tanto en la tierra de los cuentos de hadas, Emma, Mary Margaret, Mulan y Aurora se topan con el capitán Garfio.

## Argumento

### En el pasado del Bosque Encantado
Regina y Rumplestilskin practican un poco de magia oscura para someter a un caballo. Cuando el hombre mágico le exige a su aprendiz que le arranque el corazón a la víctima. Regina involuntariamente recuerda la trágica muerte de su amante Daniel a manos de su madre y por lo tanto no es capaz de cometer el mismo acto en un animal indefenso.
Como consecuencia Rumplestiltskin ya no se muestra interesado en enseñarle a Regina la magia oscura y le exige que le revele sus verdaderas intenciones; cuando la misma revela que solo quiere aprender una magia que la ayude a revivir a los muertos, Rumplestiltskin pasa a comentarle que ni siquiera el puede hacer algo contra el orden natural de las cosas.
Los planes de Regina llaman la atención del viajero interdimensional Jefferson quien, tras presentarse a la joven reina, le ofrece la oportunidad de llevarla ante un "mago" con altas posibilidades de regresar a alguien a la vida. Esa misma noche Regina y Jefferson se ven con el mago quien prefiere el término doctor, le revela a Regina que es posible resucitar al fallecido Daniel con la ayuda de un corazón mágico. En respuesta a esto la reina termina sacando uno de los muchos corazones de la bóveda de su madre y así poder usarlo para el extraño experimento. Durante el experimento el doctor se aprovecha de la fuerza de los relámpagos para finalmente cumplir su cometido. Desafortunadamente el experimento fracasa, lo que deja Regina completamente descorazonada.
Luego de pasar un tiempo lamentándose por el dolor de no volver a reunirse con su amante, Regina finalmente termina convirtiéndose en la Reina Malvada, decidida a aprender hasta el último detalle de la magia negra.
Más tarde Rumplestiltskin se reúne con Jefferson y el Doctor, revelando que los tres se unieron para crear una situación en la que Regina terminaría devastada emocionalmente y así convertirse en la despiadada villana que invocara la maldición oscura.
El doctor se marcha a su dimensión natal para continuar con sus experimentos con la ayuda del corazón encantado que nunca uso en Daniel y así revivir a su fallecido hermano; revelándose de esa manera como el célebre Dr. Frankestein.

### En StoryBrooke
Regina comienza a visitar al Dr. Hopper con la esperanza de desprenderse de la necesidad de usar la magia. Durante su cesión, un furioso Dr. Whale aparece buscando que la misma lo envié de regreso a su dimensión natal, alegando que necesita estar de regreso con su hermano, pero este no consigue su cometido. Esa misma noche Regina ve cerca del mausoleo de su familia a una persona que parecer ser Daniel.
Regina decide confrontar a Whale para sacarse de dudas, pero en su lugar termina encontrando el consultorio destruido y al mismo doctor sin un brazo. Ante esta situación David decide amenazar a Regina con eliminar a Daniel a no ser que encuentren la manera de detenerlo. Regina cree que Daniel podría estar en los establos debido a que fue el lugar donde murió. La noticia preocupa enormemente a David cuando este revela que su nieto, Henry se encuentra en un establo cuidando a su nuevo caballo mascota.
David y Regina impiden que Daniel lastime a Henry. No obstante la villana decide encargarse personalmente de su prometido y con su amor consigue hacer que Daniel recupere temporalmente la consciencia. En medio de su desesperación y dolor, Daniel le suplica a Regina que lo mate, alegando que tiene que dejarlo ir justo antes de volverse violento otra vez. Regina se ve obligada a someter y acabar con su amor con el uso de magia.
Mientras Regina vuelve con el Dr. Hopper para confesar su uso de la magia. En la tienda del Sr. Gold, un herido Whale le pide de favor al poderoso hechicero que le restaure su brazo con magia, pero para hacerlo se ve obligado a retractarse de sus afirmaciones de que la magia es necesaria y que la necesita.

### En el Bosque Encantado
Emma, Mary Margaret, Mulan y Aurora se dirigen al campamento para informar de la muerte de Lancelot al resto del grupo. Sin embargo al llegar, encuentran el lugar completamente destruido y sin ningún sobreviviente más que el capitán Garfio quien se hace pasar por un simple herrero para que las mismas lo incluyan en su grupo.
Emma no para de desconfiar en Garfio y consigue que el mismo confiese su verdadera identidad al amenazar con dejarlo atado a un árbol y abandonarlo a su suerte. Aunque el pirata confiesa estar aliado a Cora con tal de llegar a StoryBrooke, el mismo decide ofrecerle a Emma sus servicios con tal de que lo ayuden a robar otro elemento mágico que podría ayudarlos a regresar al pueblo. Emma sin más opción que acceder a los términos del villano, decide liberarlo muy a pesar de las quejas de Mulan, Aurora y de su madre Mary Margaret.
Poco después Garfio les revela al cuarteto que el lugar donde se encuentra oculto el siguiente elemento es un tallo de frijol que llega hasta el cielo.

## Reparto

### Estrellas
- Ginnifer Goodwin como Mary Margaret Blanchard
- Jennifer Morrison como Emma Swan
- Lana Parrilla como la Reina Malvada / Regina Mills
- Josh Dallas como David Nolan
- Emilie de Ravin (solo crédito)
- Jared S. Gilmore como Henry Mills
- Meghan Ory (solo crédito)
- Robert Carlyle como Rumplestiltskin / Sr. Gold

### Estrellas Invitadas
- David Anders como Víctor Frankenstein / Dr. Whale
- Noah Bean como Daniel Colter
- Sarah Bolger como Aurora
- Jamie Chung como Mulán
- Colin O'Donoghue como Killian Jones / el Capitán Garfio
- Raphael Sbarge como Dr. Archie Hopper
- Sebastian Stan como Jefferson

### Coestrellas
- Paula Giroday como Trish
- Yurij Kis como Asistente

### Sin créditos
- Barbara Hershey como Cora Mills (material de archivo)
- Desconocido como Gerhardt Frankenstein

## Producción
"The Doctor" fue coescrito por los productores Robert Hull y David H. Goodman, mientras que uno de los directores de la serie Nikita; Paul A. Edwars se encargó de la dirección en general.
Este fue el último episodio de la temporada en presentar al actor Sebastian Stan como el Sombrerero Loco/Jefferson. Él se separó de la serie no pudiendo llegar a grabar más episodios por sus compromisos con la obra de Broadway Picnic y la nueva película de Marvel, Captain America: The Winter Soldier.

### Guion
El episodio reveló la identidad del Dr. Whale como la del Dr. Víctor Frankenstein. El famoso protagonista de la exitosa novela de Mary Shelley. Whale es una referencia a James Whale, el nombre del director de Frankestein y de la novia de Frankenstein.
El Mago de Oz también es una referencia presente en el episodio, durante la escena en la que Jefferson revela que no pudo conseguir las zapatillas porque fueron enviadas a una tierra sin magia.

## Recepción

### Índices de audiencia
Para la segunda semana (La intervención del Huracán Sandy afectó la emisión en buena parte de los Estados Unidos, lo que provocó que la ABC adelantara su estreno en caso de que la situación se pusiera seria), este acontecimiento ayudó en la emisión del episodio, lo que le agregó 3.4/8 entre 18-49 con 9.7 de espectadores presenciándolo, a pesar de que competía con la Sunday Night Football de NBC y del partido emitido en FOX.

### Reviews
A Hilary Busis de Entertainment Weekly le gusto el episodio, pero de alguna forma cuestionó a los creadores del show por incluir a personajes que fueron creados en la década de 1800 a la historia: "Tal vez no se buena idea cuestionar a las poderosas fuentes. En su lugar, hablemos de la creación televisiva de hoy: "The Doctor," que revelo que el Dr. Whale alguna vez fue conocido como el Dr. Horrible—perdón, el Dr. Victor Frankenstein. Aunque si sabía que no todos los de Once son de "la tierra de los cuentos de hadas" sino también personajes que vienen del folclore—como Frankenstein, Pinocho y el Sombrerero Loco también fueron invenciones de novelistas del siglo 19—Aun tengo sentimientos mezclados por traer un clásico de Mary Shelley como uno de los personajes de OUAT. Si todas las historias se cuentan, cuando van a pintar la línea los escritores de la serie? Los episodios posteriores presentaran a Emma haciendo amistad con Elizabeth Bennet y Jo March, y luego tratar de reunir a Romeo y a Julieta? Parece que expandir el mundo de la serie más allá de los cuentos de hadas y de las propiedades de Disney— como el Capitán Garfio—tienen el potencial de convertir a Once en un gigante, fanfiction desastroso."
Laura Prudom de The Huffington Post también le dio respuestas mixtas: "El "Once Upon a Time" de esta semana encajo con el resto de la celebración Halloween de ABC, con una abundancia de truenos, monstruos y aterradores robos de corazones— pero al final quede un poco fría."
A.V. Club le dio al episodio una B: "Con Halloween cerca, Once Upon A Time nos presenta un aterrador episodio centrado en Regina que no solo presenta un necesitado desarrollo de personajes, también mueve la trama adelante." También agregó: "Es un sólido episodio que rápidamente incorpora y expande el elenco de la serie, y también pone interesantes preguntas sobre los mundos alternativos del show."
TV Overmind tuvo observaciones sobre el episodio, "El Once Upon a Time de esta semana por fin reveló la verdadera identidad del Dr. Whale, pero ese descubrimiento - y esa historia que ocurrió en Storybrooke - lo hicieron un episodio muy extraño. Aunque siempre es emocionante meterse dentro de las emociones de los personajes, la verdad es que lo ocurrido en la historia de Regina en Storybrooke no hizo que la trama avanzara.
Amy Ratcliffe de IGN llamó al episodio "genial", dándole un 8.0 de 10. Favoreció enormemente la historia entre Regina y Rumplestiltskin. También alabó la interpretación de David Anders como el Dr. Frankenstein, llamándolo "fantásticamente aterrador".